# Левин, Нахум
Нахум Левин (ивр. נחום לוין‎; род. 8 июня 1905 года, Витебск, Российская империя — 8 июня 1967 года, Израиль) — израильский политик, депутат кнессета (3, 4, 5 созывы) от фракций «Херут» и «ГАХАЛ».

## Биография
Нахум Левин родился 8 июня 1905 года в городе Витебск, на территории Российской империи (ныне Республика Беларусь); в семье Михаэля Левина и Ривки Нохимовской. Учился в гимназии, был членом движения «Хавер», арестовывался советскими властями, но был отпущен.
В 1924 году репатриировался в Палестину, поступил в Технион, был председателем студенческого объединения. Получил специальность инженера-строителя.
В 1929 женился на Герцлии Розов, дочери сионистского деятеля Исраэля Биньямина Розова. Участвовал в ревизионистском движении, в 1924-1931 годах возглавлял отряд Хаганы. Однако позже присоединился к Иргуну, служул в нём офицером (1931-37), а затем заместителем комиссара.
В 1935 году стал делегатом на съезде Новой сионистской организации в Вене.
После создания движения Херут вошел в его центральную комиссию. Работал в президиуме «Объединения промышленников в Израиле» и председателем «Союза производителей древесины Израиля». В 1955 году был избран в кнессет 3-го созыва, затем в кнессет 4-го созыва и 5-го созыва. На протяжении всей каденции в кнессете работал в финансовой комиссии. В кнессет 5-го созыва был избран от нового избирательного блока «ГАХАЛ».
Скончался в день своего рождения в 1967 году, в возрасте 62 лет, оставил после себя сына Михаэля-Зеэва.